# Стинол (предприятие)
«Стино́л» (акроним от «сталь из Новолипецка») — липецкий завод по производству бытовых холодильников и морозильников.

## История
Решение о создании предприятия на базе Новолипецкого металлургического комбината принято в 1988 году, в 1989 году начато строительство, подрядчик — итальянская компания Merloni (с 2005 года носит наименование Indesit). Пущено 2 июля 1993 года, первая продукция — семь моделей холодильников, первый директор — Александр Наумович Фрудкин (1988—1995).
В 1996 году завод выведен на проектную мощность — 1 млн бытовых холодильников и морозильников в год; его доля на российском рынке составила 40 %. Во время кризиса 1998 года сбыт готовой продукции упал с 92 тыс. до 15 тыс. единиц в месяц.
В 2000 году НЛМК продал завод Merloni, начиная с этого момента продукция выпускается под марками Indesit и Hotpoint-Ariston.
В 2004 году рядом со «Стинолом» владельцы построили завод по производству стиральных машин, для образованного кластера из итальянских предприятий создана особая экономическая зона. 1 апреля 2010 года завод выпустил 20-миллионное изделие функционирования предприятия.
В июле 2014 года контрольный пакет акций Indesit перешёл американскому производителю бытовой техники Whirlpool. Таким образом, завод «Стинол» стал частью Whirlpool Corporation.

## Спонсорская деятельность
При спонсорстве предприятия действует женский волейбольный клуб «Липецк-Индезит» (ранее — «Стинол»).